# 北段村乡
北段村乡，是中国河北省安国市下辖的一个乡镇级行政单位。

## 行政区划
北段村乡下辖以下地区：
北段村、中照村、西照村、小内村、黄台村、北都村、北马庄村、边三庄村、翟营村、南段村和瓦子里村。